# Wilcox
General Wilcox je fiktivni lik iz stripa Zagor.

## Životopis
General Wilcox je zapovjednik svih snaga američke vojske na Floridi. Zadatak mu je iseliti sva plemena Indijanaca Seminola s Floride. No indijanska taktika korištenja prirodnih zamki Floride protiv vojnika je superiorna Wilcoxovim vojnicima koji su pred njom nemoćni. Otrovne zmije, neprohodan močvarni teren, bolesti, živi pijesak i indijanske zasjede desetkuju Wilcoxove ljude mjesecima. Vidjevši da zarobljeni Seminole cijene Zagora koji je slučajno prolazio, Wilcox je došao na ideju da se njime posluži da bi se domogao Manetole, vrhovnog poglavice Seminola. Uputio je Zagora da Manetoli prenese njegov mirovni prijedlog kojim bi se Seminolama osigurao dio teritorija na Floridi. Zagor je uspio i Manetola je s njime došao u utvrdu King kako bi potpisao mirovni sporazum s Wilcoxom. No to je bila zamka i vojnici su zarobili Manetolu. Tada je Wilcox otkrio Zagoru da mu je jedini cilj zapravio bio zarobiti Manetolu kako bi obezglavio pobunu te da će ovaj biti ubijen "u pokušaju bijega". No Zagor je tada napao Wilcoxa i njegove časnike te su ovi njega i Chica poslali u prema zatvoru. No oni su putem pobjegli i vratili se prema utvrdi King. Radi izvođenja Manetolinog ubojstva Wilcox je drastično smanjio posadu utvrde i u njoj ostavio samo petnaestak najodanijih časnika i vojnika koji su bili upućeni u plan. Zagor se uvukao u utvrdu i spriječio pokušaj ubojstva Manetole a tada je potpalio vatru u skladištu oružja koje je eksplodiralo ubivši većinu vojnika u utvrdi. Rijetki preživjeli su pobjegli dok je Manetola ustrijelio Wilcoxa kada ga je ovaj ponovno pokušao ubiti.